# 자연은 맛있다
자연은 맛있다는 풀무원에서 제조, 판매하는 비유탕(非油湯) 라면이다. 2011년 1월 18일에 출시하였다. 2017년 5월에는 자연은 맛있다 리뉴얼 제품을 생면식감으로 다시 출시하였다.

## 특징
기름에 튀긴 일반 라면과 달리, 갓 뽑은 생면을 '바람건조공법'으로 고온에서 단시간에 건조시켜 만들었다. 제조사에 따르면, 라면 맛을 좌우하는 스프는 합성착향료, D-소르비톨 등의 기본적인 7가지 화학첨가물을 일체 사용하지 않고, 표고버섯, 무, 양파, 마늘, 고추, 생강을 비롯한 자연 재료로 맛을 냈다. 칼로리도 일반 라면보다 100kcal 이상 낮고, 기름은 90% 이상 적다고 한다. '맵지 않고 깔끔한 맛'과 '얼큰하고 진한 맛' 등 2종이 출시되었다.